# Unión de las Repúblicas Americanas
La Unión de las Repúblicas Americanas fue la asociación de los países del continente americano creada por resolución de la I Conferencia Internacional Americana de 1890. Fue conocida como Unión Internacional de las Repúblicas Americanas entre 1890 y 1910, y reemplazada en abril de 1948 por la Organización de Estados Americanos.
La Unión se expresaba a través de las Conferencias Interamericanas, celebradas en 1889 y 1948. Su organización, como secretaria general y de apoyo técnico, era la Unión Panamericana. Esta fue conocida anteriormente como la Oficina Comercial de las Repúblicas Americanas (1890-1902) y Oficina Internacional de las Repúblicas Americanas (1902-1910).
Según la I Conferencia (1890) su duración sería de 10 años, renovables por igual periodo. Dentro de dicho plazo ningún país se podía retirar. Condición modificada en 1906 a un aviso de dos años y posteriormente a un año, de anticipación para retirarse.
Diversas instituciones interamericanas cumplían funciones anexas de apoyo en los campos del comercio, salud, agricultura, infancia y derechos del niño, geografía e historia, derechos de la mujer y pueblos indígenas.

## Países integrantes
Los países integrantes de la Unión de las Repúblicas Americanas fueron:
- Argentina
- Bolivia
- Brasil
- Canadá
- Chile
- Colombia
- Costa Rica
- Cuba
- Ecuador
- Estados Unidos
- El Salvador
- Guatemala
- Haití
- Honduras
- México
- Nicaragua
- Paraguay
- Perú
- República Dominicana
- Uruguay
- Venezuela